# Choir Invisible
Choir Invisible was een Amerikaanse rockband uit Pasadena (Californië), geformeerd omstreeks 1981 en bestaande uit John Curry (zang, keyboards), Scott Lasken (basgitaar), Thames Sinclair (gitaar) en Danny Benair / Don Romine (drums).

## Geschiedenis
Curry en Lasken waren oprichters van The Flyboys, een punkrockgroep die vergelijkingen ontving met de vroege U2 en het eerste album opnam dat ooit werd uitgebracht door het kleine onafhankelijke label Frontier Records, dat in 1979 werd opgericht door Lisa Fancher. Thames Sinclair sloot zich aan bij The Flyboys na de dood van David Wilson bij een auto-ongeluk in 1978, en Denny Walsh trad toe op drums. Curry, Lasken en Sinclair formeerden vervolgens Choir Invisible, met de toevoeging van Danny Benair op drums. De band is in wezen samengesteld door oprichtster Lisa Fancher van Frontier Records. Na het uiteenvallen van The Flyboys namen Lasken en Sinclair een demo op met zangeres Maicol Sinatra en gaven deze aan Fancher voor mogelijke publicatie bij Frontier. Fancher stemde ermee in om een album uit te brengen, als Curry terugkeerde als zangeres en ze was behulpzaam bij het vinden van Benair om drums te spelen. Benair had eerder gespeeld met The Quick en The Weirdos en ging drummen met The Three O'Clock. De band ging uit elkaar na de publicatie van hun album Choir Invisible, maar werd later opnieuw geformeerd met Don Romine (Instamoids en Quiet Room in San Francisco) ter vervanging van Benair en nam de ep Sea to Shining Sea op, uitgebracht bij PVC in 1984.
Curry en Lasken trokken zich terug uit de muziekbusiness, totdat Curry halverwege de jaren 1990 kort weer opdook om gitaar te spelen in de kortstondige band Polar Bear, geformeerd door de ex-Janes Addiction bassist Eric Avery, met drummer Biff Sanders van Ethyl Meatplow. Sinclair ging door met het formeren van Wonderwall. De Flyboys kwamen ook uit hun pensionering om reünieshows te spelen tijdens de LA Weekly 25th Anniversary Party in 2003 en het recente publicatie-feest voor Photo Book of The Masque van Brendan Mullen, de eerste punkrockclub in Los Angeles, waar ze een aantal van hun vroegste shows speelden. In 2009 begonnen Curry en Lasken weer op te treden als The Edwardo Show, waarbij Curry zong, ukelele, gitaar en piano speelde en Lasken akoestische basgitaar. Ze hebben Curry's composities uitgevoerd, beïnvloed door muziek uit de jaren 1920 en 1930, maar met een uitgesproken glam/punk-sfeer. De band bevat soms de percussionist Joe Berardi, voorheen van de baanbrekende band The Fibonaccis uit Los Angeles en Jim Lang, die heeft gespeeld met Todd Rundgren en Eels.

## Discografie
- 1981: Choir Invisible lp, Frontier
- 1984: Sea to Shining Sea ep, PVC

Flyboys
- 1979: Crayon World 7-inch single, Flyguy
- 1980: Flyboys mini-lp, Frontier